# Chemia koordynacyjna
Chemia koordynacyjna – dział chemii zajmujący się badaniami, właściwościami i przemianami związków koordynacyjnych (znanych również jako związki kompleksowe), a także ich syntezą i strukturą.
Szczególne znaczenie w chemii koordynacyjnej mają badania strukturalne, pozwalające na powiązanie struktury cząsteczki z chemicznymi i fizycznymi właściwościami danego związku kompleksowego.
O właściwościach związku koordynacyjnego decyduje symetria jego cząsteczek, struktura elektronowa atomu centralnego  i ligandu oraz wynikający stąd rozkład elektronów w kompleksie. Strukturę elektronową oraz symetrię kompleksu określa się za pomocą badań rentgenostrukturalnych, spektroskopii elektronowej i oscylacyjnej, badań właściwości magnetycznych, paramagnetycznego rezonansu elektronowego i magnetycznego rezonansu jądrowego.
Do opisu budowy i właściwości związków koordynacyjnych wykorzystuje się teorie oparte na mechanice kwantowej, takie jak teoria wiązań walencyjnych, teoria pola krystalicznego i – najbardziej ogólna – teoria orbitali molekularnych (ang. molecular orbital theory) uwzględniająca ilościowy udział w wiązaniu zarówno orbitali jonu centralnego, jak i orbitali ligandów oraz rozpatrująca wszystkie elektrony kompleksu; teorie te pozwalają określić poziomy energii elektronów, stopień delokalizacji elektronów, rodzaj wiązań chemicznych, właściwości magnetyczne i spektroskopowe związku kompleksowego.
Podstawy chemii koordynacyjnej stworzył Alfred Werner, który w latach 1891-1899 wprowadził pojęcie jonu kompleksowego i liczby koordynacyjnej oraz określił strukturę niektórych związków kompleksowych. Po II wojnie światowej nastąpił gwałtowny rozwój chemii koordynacyjnej, która jest dyscypliną ściśle związaną z wszystkimi działami chemii oraz fizyką i biologią.
W Polsce badania z zakresu chemii koordynacyjnej rozpoczął Wiktor Jakób; rozwój tej dziedziny chemii jest związany z pracami Bogusławy Jeżowskiej-Trzebiatowskiej, która utworzyła Wrocławską Szkołę Chemii Koordynacyjnej; największy ośrodek chemii koordynacyjnej znajduje się we Wrocławiu, ale prace w tej dziedzinie są prowadzone również m.in. w Krakowie, Gdańsku, Toruniu i Łodzi.